# Roczniki Historyczne
Roczniki Historyczne – polskie czasopismo naukowe poświęcone historii średniowiecza.
Powstało w 1925 r., a jego założycielem i pierwszym redaktorem był Kazimierz Tymieniecki. Początkowo wydawcą „Roczników Historycznych” Towarzystwo Miłośników Historii w Poznaniu. Po II wojnie światowej czasopismo ukazywało się nakładem Poznańskiego Towarzystwa Przyjaciół Nauk, a od tomu XX (wydanego w 1955) jako organ jego Wydziału Historii i Nauk Społecznych. W 2003 r. jako współwydawca, dołączył Instytut Historii im. Tadeusza Manteuffla Polskiej Akademii Nauk.
Kazimierz Tymieniecki pełnił obowiązki redaktora aż śmierci w 1968 r., dzieląc je z ks. Henrykiem Likowskim (1925–1926), Kazimierzem Kaczmarczykiem (1925-1939), Zygmuntem Wojciechowskim (1946-1952), Kazimierzem Piwarskim (1956–1957), wreszcie Gerardem Labudą (od 1958), który w 1969 r. przejął redakcję i piastował ją do 1986 r. W latach 1987–2002 redaktorem naczelnym był Antoni Gąsiorowski. Od 2003 r. funkcję tę pełni Tomasz Jurek.
Pierwotnie Roczniki Historyczne zajmowały się sprawami ziem zachodnich i stosunków polsko-niemieckich. Z czasem profil ten stracił na wyrazistości, znaczenia nabrała za to specjalizacja chronologiczna. Od blisko ćwierćwiecza Roczniki poświęcone są polskim i powszechnym dziejom średniowiecza i wczesnych czasów nowożytnych.
W Rocznikach Historycznych ukazują się rozprawy, artykuły, prace drobne, mniejsze teksty źródłowe, przeglądy badań, polemiki, a także liczne recenzje. Począwszy od tomu LXXI (2005) angielskie abstrakty artykułów dostępne są w Internecie na stronach The Central European Journal of Social Sciences and Humanities.
Czasopismo znajduje się na liście European Reference Index for Humanities (ERIH PLUS). Ukazuje się w otwartym dostępie na licencji CC BY-ND.